# 모나스티르주

모나스티르주의 위치

모나스티르주(영어: Monastir Governorate, 아랍어: ولاية المنستير)는 튀니지의 북동부에 있는 주로, 주도는 모나스티르이다. 면적은 1,019km2이며, 인구는 456,000명(2004년)이다.
수스주의 수스메디나와도 가까워서 기차로 저렴하게 남한의 돈 1000원 정도로 기차를 타서 수스 메디나로 갈 수도 있다.   모나스티르는 아름다운 바다와 아름다운 사람들로 유명하다.  아름다운 튀니지 여성과 결혼하기 위해 튀니지로 온 사람들 중에  수스 주와 모나스티르 주 사람들과 연관된 사람들이 많다.  
많은 사람들이 아름다운 경관으로 방문을 추전한다